# 史提芬·菲利浦斯
史提芬·菲利浦斯（英語：Stephen Phillips，1970年3月9日—）是一位英格蘭政治人物，他的黨籍是保守黨。自2010年開始，他擔任斯利福德和北海克姆選區選出的英國下議院議員。他畢業於牛津大學，從政之前是一名律師，並且曾短暫在英軍服役。